# Maria Antònia Canals i Tolosa
Maria Antònia Canals i Tolosa (Barcelona, 15 de novembre de 1930 - Girona, 29 d'abril de 2022) va ser una mestra i matemàtica catalana, cofundadora de l'Associació de Mestres Rosa Sensat, figura clau de la renovació pedagògica a Catalunya.

## Vida i obra
De família de mestres –el seu pare, Emili Canals, era un enginyer molt aficionat a les matemàtiques i les seves ties eren Dolors i Francesca Canals i Ferrer, introductores del mètode Montessori a Catalunya–, es graduà en Magisteri el 1950 i es llicencià en Ciències exactes a la Universitat de Barcelona el 1953.
Va treballar de mestra a les escoles Virtèlia i al Liceu francès. El 1956 treballà a l'escola Talitha, va incorporar paulatinament idees del psicòleg de l'ensenyament suís Paul Piaget.  El 1965 amb Marta Mata, Pere Darder, Maria Teresa Codina i d'altres, fou un dels fundadors de l'Associació de Mestres Rosa Sensat.
El 1962 fundà l'escola Ton i Guida al barri del Verdum de Barcelona; va començar amb 42 alumnes i al 1975 en tenia 400. Aquesta fou una experiència arriscada i en bona part conseqüent amb els valors de l'Evangeli que guiaren la seva vida i acció social. Inspirada per l'espiritualitat de Charles de Foucauld  va mirar de viure els valors de pobresa, austeritat i servei als altres. Perspectiva que la portà a endegar aquesta acció difícil i de compromís personal: portar una educació de qualitat i inspirada en l'Escola Activa a un barri suburbial de Barcelona. Així naixia el 1962 l'escola Ton i Guida, com escola parroquial i en un barracó, al Verdum adreçada als fills de famílies arribades de diverses contrades espanyoles a la recerca de treball i d'una vida digna. Un barri on la majoria d'infants no eren escolaritzats. L'objectiu era incorporar aquests alumnes a la vida del país i a la cultura catalana. Una escola vivament inspirada en el mètode Montessori i en coeducació, que era prohibida pel franquisme. Dirigí aquesta escola fins al 1979.
Va treballar en la formació inicial de mestres com a professora de Didàctica de les Matemàtiques a la Escola de Mestres de Sant Cugat de la Universitat Autònoma de Barcelona i a la Universitat de Vic. L'any 1982 esdevenia per oposició professora de l'Escola de Mestres de Girona fins a la seva jubilació. També participà intensament a les Escoles d'Estiu de Rosa Sensat i en cursos i seminaris per tot l'estat espanyol.
Va ser autora de nombroses publicacions sobre l'ensenyament de les matemàtiques i la seva influència és molt notable en els grups de mestres Almosta i Perímetre, creats sota la seva influència. L'any 1992 precisament el grup Perímetre conjuntament amb l'equip de matemàtiques de l'ICE fundaria l'Associació d'Ensenyants de Matemàtiques de Girona (ADEMGI), que Canals presidí fins al 1996. També va presidir la Federació d'Entitats per a l'Ensenyament de les Matemàtiques a Catalunya (FEEMCAT).
L'any 2001 es va jubilar i des de aleshores dirigí el Gabinet de Materials i de Recerca per a la Matemàtica a l'Escola (Gamar), que va fundar l'any 2002 a la Universitat de Girona, un espai de reflexió, experimentació i divulgació a l'entorn de l'ensenyança de les matemàtiques en l'escola, en les etapes infantil, primària de primer cicle de secundària, per exemple promovent l'ús dels reglets numèrics. El 2014 impulsà també la creació del CAÀREM de Rosa Sensat (Centre d'Activitats i d'Àmbit de Reflexió per a l'Educació Matemàtica).
Per a Maria Antònia Canals els bons docents són aquells que reuneixen una actitud positiva envers els infants, tenen l'ètica de la cura i són capaços de crear un ambient d'aprenentatge fonamentat en l'efecte, l'exigència i l'esforç. També és imprescindible un bon coneixement de la seva matèria "perquè no es pot ensenyar el que no se sap", unit a un bon domini de la didàctica.

## Premis i reconeixement
Va rebre la Medalla al Mèrit en el Treball el 1986, i el Premi Mestres 68 el 1994, la Insígnia d'Or de la Universitat de Vic, la Distinció Jaume Vicens Vives a la Qualitat de la Docència Universitària el 2001, la Creu de Sant Jordi el 2006, el Premi Gonzalo Sánchez Vázquez de 2007 i la Medalla d'Honor de la Ciutat de Barcelona l'any 2009. Un centre de formació de mestres al Nepal porta el seu nom. El 2007 va rebre el premi Gonzalo Sánchez Vázquez de la Federació Espanyola de Societats de Professors de Matemàtiques.
L'any 2012 se li va atorgar la Medalla d'Honor de la Xarxa Vives d'Universitats.
El juliol de 2021 el Consell de Govern de la Universitat de Girona aprova la creació de la Càtedra de Didàctica de les matemàtiques M. Antònia Canals.

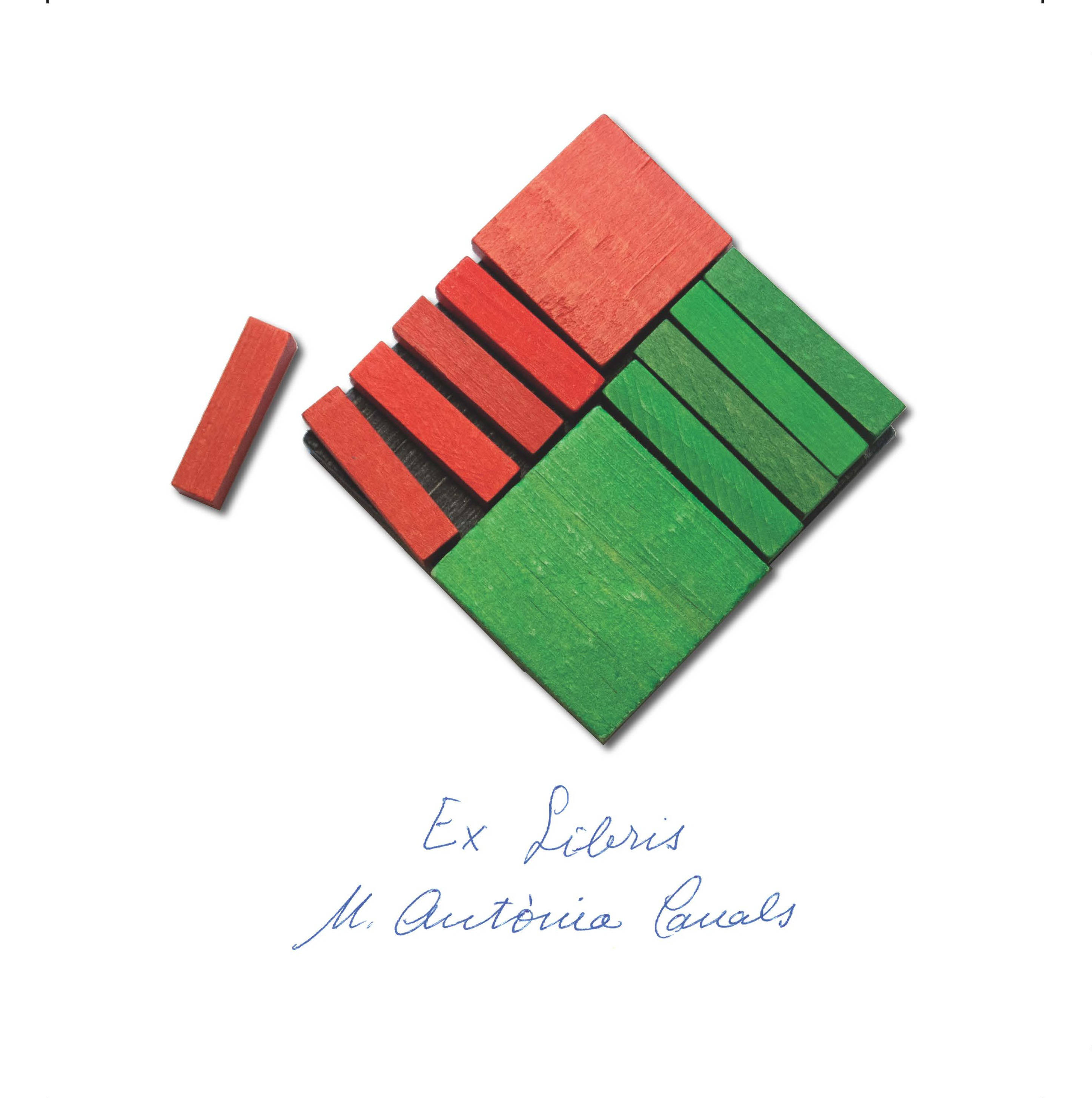
Exlibris del Fons Maria Antònia Canals de la Universitat de Girona

## Fons personal
La Biblioteca de la Universitat de Girona custodia el Fons M. Antònia Canals, format per uns 500 volums majoritàriament sobre matemàtiques i el seu ensenyament i aprenentatge. Són llibres que M. Antònia Canals va anar reunint al llarg de la seva llarga trajectòria com a mestra, formadora de mestres i per a l'elaboració dels nombrosos materials didàctics que ha creat, amb la intenció d'acostar les matemàtiques als nens i al públic en general.